# کلاودیو جوئه
کلاودیو جوئه (ایتالیایی: Claudio Gioè؛ زادهٔ ۲۷ ژانویهٔ ۱۹۷۵) بازیگر سینما و تلویزیون اهل ایتالیا است.
از فیلم‌ها و مجموعه‌های تلویزیونی‌ای که وی در آن نقش داشته‌است، می‌توان به حواری سیزدهم، بهترین دوران جوانی، با من بمان و واحد ضد مافیا اشاره کرد.